# Kindertelefoon
De Kindertelefoon is een Nederlandse telefonische hulpdienst voor kinderen, waar kinderen en jongeren tot 18 jaar die behoefte aan een gesprek over welk onderwerp dan ook hebben gratis naar kunnen bellen.
Ook kunnen zij chatten met de Kindertelefoon of een topic plaatsen op het forum, waarop andere jongeren (onder toeziend oog van een moderatieteam) hun vragen van een antwoord of advies voorzien. Kinderen en jongeren kunnen contact opnemen met De Kindertelefoon over alle vragen of problemen waar zij graag informatie, advies of ondersteuning bij willen krijgen.
De Kindertelefoon bestaat sinds 1979 en het bestaansrecht is verankerd in de Wet op de Jeugdzorg. De Kindertelefoon was oorspronkelijk een onderdeel van Bureau Jeugdzorg, maar is op 1 januari 2015 na de transitie Jeugdzorg een zelfstandige stichting geworden. Er worden ruim 400.000 gesprekken per jaar gevoerd via deze telefonische hulpdienst. De mensen aan de telefoon en via de chat zijn vrijwilligers, die een uitgebreide interne training hebben gevolgd. In 2021 werd een vergelijkbare Alles Oké? Supportlijn geopend voor jongvolwassenen.

## Werkwijze
De Kindertelefoon spreekt altijd direct met, en op initiatief van het kind, zonder tussenkomst van een volwassene. De telefoon/chat wordt altijd door een van de ongeveer 500 vrijwilligers beantwoord. Het landelijk telefoonnummer wordt doorgeschakeld naar zeven locaties verspreid over het land. Sinds 1992 beschikt de organisatie over een gratis landelijk telefoonnummer. Sinds 2012 is er ook een forum.
Het contact is altijd anoniem. Er zal nooit zonder toestemming van het kind contact worden opgenomen met de bellers, ouders of derden over het gevoerde gesprek. Wanneer een kind er zelf om vraagt, kan de Kindertelefoon samen met het kind hulp zoeken bij andere instanties zoals bijvoorbeeld Veilig Thuis. De Kindertelefoon vindt respect voor kinderen en hun vragen zeer belangrijk. Elk kind moet in vertrouwen kunnen praten over een onderwerp of probleem. Het kan gaan om informatie, advies, hulp of ondersteuning. Onderwerpen als pesten, mishandeling, emotionele problemen, seks en relaties komen veel voor. Over het algemeen bellen er meer meisjes dan jongens en is de leeftijdsgroep 11 tot 14 ruim vertegenwoordigd.

### Telefoon
De Kindertelefoon is dagelijks van 11.00 tot 21.00 uur te bereiken op het gratis telefoonnummer 0800-0432. Omdat steeds meer jongeren een eigen mobiele telefoon hebben, besloot de overheid dat per 1 januari 2009 ook mobiel bellen naar 0800-0432 gratis moest zijn. Dat leidde ertoe dat het aantal mobiele gesprekken explosief steeg. Eind 2009 werd duidelijk dat de subsidie niet toereikend was. Een jaar later hebben de mobiele providers KPN, Vodafone en T-Mobile afgesproken ervoor te zorgen dat bellen naar de Kindertelefoon gratis blijft. Ieder kind of jongere tot 18 jaar kan van de Kindertelefoon gebruikmaken.

### Chatten
Sinds maart 2008 kan iedere dag gechat worden met een medewerker van de Kindertelefoon via de website. Dit kan tijdens dezelfde openingstijden als de Kindertelefoon. De chatgesprekken duren gemiddeld tussen de 15 en 30 minuten om voor zo veel mogelijk kinderen bereikbaar te zijn. Op enkele locaties zijn op werkdagen tussen 18.00 en 20.00 uur, onder begeleiding van volwassenen, ook jongere vrijwilligers (16 tot 19 jaar) in de chat actief.
Naast de reguliere chat is er ook de mogelijkheid om met een jongere te praten bij de jongerenchat. Ook kunnen kinderen en jongeren meerdere gesprekken voeren bij De Kindertelefoon via de terugkomchat.

### Forum
Sinds oktober 2011 is het voor jongeren vanaf 12 jaar ook mogelijk om gebruik te maken van het forum van de Kindertelefoon. Dit forum heeft ruim 8000 pageviews per dag. Het uitgangspunt is dat het forum er vóór en dóór jongeren is, wat inhoudt dat De Kindertelefoon de jongeren zo veel mogelijk zelf antwoord laat geven op vragen van andere jongeren. Jongeren kunnen zich op het forum registreren onder een niet-herleidbare schuilnaam. Een team van moderators screent geplaatste reacties en controleert deze onder meer op anonimiteit en juistheid. Op het forum moeten regels gevolgd worden, en een overtreding kan leiden tot een IP-ban. Het forum heeft ongeveer 12.500 leden in augustus 2025.

### Alles Oké?
Sinds 2021 heeft de Kindertelefoon ook een supportlijn voor jongvolwassenen vanaf 18 tot en met 27 jaar. Hier kan een persoon met een getrainde vrijwilliger spreken over geestelijke of sociale problemen waar men tegen aan loopt bij het proces van volwassen worden. De Alles Oké? supportlijn is gratis telefonisch bereikbaar en kent ook een chatmogelijkheid. De supportlijn is onafhankelijk en wordt gefinancierd door het ministerie van VWS.

## Vergelijkbare hulpdiensten
Chris is een christelijke variant van een kindertelefoon, maar staat geheel los van deze organisatie. Ook mag deze stichting zich niet profileren onder de naam Kindertelefoon om verwarring te voorkomen.
De Kindertelefoon werkt alleen in Nederland, maar ook in andere landen zijn er vergelijkbare organisaties speciaal voor kinderen. Child Helpline International is een internationaal netwerk van hulpdiensten voor kinderen waar de Kindertelefoon lid van is.

## Geschiedenis
Het succes van De Kindertelefoon is vooral te danken aan het televisieprogramma De Uitdaging van de AVRO, dat in 1992 geld heeft ingezameld om de stichting in stand te houden. Tevens heeft dit televisieprogramma ervoor gezorgd dat de Kindertelefoon een gratis landelijk nummer kreeg: 06-0432 (later gewijzigd in 0800-0432).